# Färöischer Fußballpokal 1982
Der Färöische Fußballpokal 1982 fand zwischen dem 26. April und 29. August 1982 statt und wurde zum 28. Mal ausgespielt. Im Endspiel, welches im Gundadalur-Stadion in Tórshavn auf Kunstrasen ausgetragen wurde, siegte Titelverteidiger HB Tórshavn mit 2:1 gegen ÍF Fuglafjørður und konnte den Pokal somit zum fünften Mal in Folge sowie zum 18. Mal insgesamt gewinnen.
HB Tórshavn und ÍF Fuglafjørður belegten in der Meisterschaft die Plätze eins und acht, dadurch erreichte HB Tórshavn das Double. Mit HB Tórshavn III erreichte ein Viertligist das Halbfinale.

## Teilnehmer
Teilnahmeberechtigt waren folgende 47 Mannschaften der vier färöischen Ligen:
| 1. Deild                                                                                        | 2. Deild                                                                                      | 3. Deild                                                                                                | 4. Deild |
| B36 Tórshavn B68 Toftir GÍ Gøta HB Tórshavn ÍF Fuglafjørður KÍ Klaksvík LÍF Leirvík TB Tvøroyri | EB Eiði Fram Tórshavn MB Miðvágur NSÍ Runavík Royn Hvalba SÍ Sørvágur SÍF Sandavágur VB Vágur | B36 Tórshavn II B68 Toftir II B71 Sandur HB Tórshavn II KÍ Klaksvík II SÍ Sumba Skála ÍF TB Tvøroyri II | AB Argir B36 Tórshavn III B36 Tórshavn IV B68 Toftir III EB Eiði II Fram Tórshavn II Fram Tórshavn III GÍ Gøta II HB Tórshavn III HB Tórshavn IV ÍF Fuglafjørður II ÍF Fuglafjørður III ÍF Streymur KÍ Klaksvík III LÍF Leirvík II MB Miðvágur II NSÍ Runavík II SÍ Sørvágur II SÍF Sandavágur II Skála ÍF II Stranda Bóltfelag TB Tvøroyri III VB Vágur II |

## Modus
Für den Pokal waren alle Mannschaften der ersten vier Ligen zugelassen, somit auch die B-, C- und D-Vertretungen. Zunächst ermittelten die 23 Viertligisten in drei Runden die acht Teilnehmer für die 2. Runde, in der dann auch die acht Drittligisten hinzukamen. Eine Runde später griffen die acht Zweitligisten in den Wettbewerb ein, in der 4. Runde wurde das Teilnehmerfeld durch die acht Erstligisten komplettiert. Alle Runden wurden im K.-o.-System ausgetragen.

## 1. Qualifikationsrunde
Die Partie der 1. Qualifikationsrunde fand am 26. April statt.
|                | Ergebnis |                    |
| -------------- | -------- | ------------------ |
| LÍF Leirvík II | 1:3      | ÍF Fuglafjørður II |

## 2. Qualifikationsrunde
Die Partien der 2. Qualifikationsrunde fanden am 28. April statt.
|                    | Ergebnis |                 |
| ------------------ | -------- | --------------- |
| B68 Toftir III     | 3:7      | GÍ Gøta II      |
| Fram Tórshavn III  | 4:14     | HB Tórshavn III |
| ÍF Fuglafjørður II | 1w/o 1   | KÍ Klaksvík III |
| MB Miðvágur II     | 7:6      | SÍ Sørvágur II  |
| Skála ÍF II        | 0:3      | EB Eiði II      |
| TB Tvøroyri III    | 2:3      | VB Vágur II     |

## 1. Runde
Die Partien der 1. Runde fanden am 5. Mai statt.
|                   | Ergebnis |                     |
| ----------------- | -------- | ------------------- |
| AB Argir          | 1:2      | B36 Tórshavn IV     |
| EB Eiði II        | 1:6      | KÍ Klaksvík III     |
| GÍ Gøta II        | 15:20    | Stranda Bóltfelag   |
| HB Tórshavn III   | 4:0      | B36 Tórshavn III    |
| ÍF Streymur       | 2:1      | Fram Tórshavn II    |
| NSÍ Runavík II    | 6:5      | ÍF Fuglafjørður III |
| SÍF Sandavágur II | 2:0      | MB Miðvágur II      |
| VB Vágur II       | 3:0      | HB Tórshavn IV      |

## 2. Runde
Die Partien der 2. Runde, in welcher die acht Drittligisten dem Wettbewerb beitraten, fanden am 12. Mai statt.
|                   | Ergebnis  |                 |
| ----------------- | --------- | --------------- |
| B36 Tórshavn IV   | 2:4 n. V. | VB Vágur II     |
| HB Tórshavn III   | 2:0       | B71 Sandur      |
| Skála ÍF          | 1:3       | HB Tórshavn II  |
| ÍF Streymur       | 2:3       | GÍ Gøta II      |
| KÍ Klaksvík III   | 2:3       | B68 Toftir II   |
| NSÍ Runavík II    | 6:5 n. V. | KÍ Klaksvík II  |
| SÍ Sumba          | 1:2       | TB Tvøroyri II  |
| SÍF Sandavágur II | 0:3       | B36 Tórshavn II |

## 3. Runde
Die Partien der 3. Runde, in welcher die acht Zweitligisten dem Wettbewerb beitraten, fanden am 20. Mai statt.
|                 | Ergebnis  |                 |
| --------------- | --------- | --------------- |
| B36 Tórshavn II | 11:0 1    | SÍF Sandavágur  |
| B68 Toftir II   | 2:4       | Fram Tórshavn   |
| GÍ Gøta II      | 1:3       | HB Tórshavn III |
| HB Tórshavn II  | 6:1       | NSÍ Runavík II  |
| MB Miðvágur     | 0:1       | EB Eiði         |
| NSÍ Runavík     | 0:2       | SÍ Sørvágur     |
| TB Tvøroyri II  | 1:2       | VB Vágur        |
| VB Vágur II     | 0:1 n. V. | Royn Hvalba     |

## 4. Runde
Die Partien der 4. Runde, in welcher die acht Erstligisten dem Wettbewerb beitraten, fanden am 26. Mai statt.
|                 | Ergebnis              |              |
| --------------- | --------------------- | ------------ |
| B68 Toftir      | 3:3 n. V. (4:3 i. E.) | KÍ Klaksvík  |
| EB Eiði         | 4:6                   | SÍ Sørvágur  |
| Fram Tórshavn   | 2:0                   | GÍ Gøta      |
| HB Tórshavn II  | 2:3 n. V.             | HB Tórshavn  |
| HB Tórshavn III | 2:2 n. V. (3:2 i. E.) | TB Tvøroyri  |
| ÍF Fuglafjørður | 4:0                   | B36 Tórshavn |
| Royn Hvalba     | 6:3 n. V.             | LÍF Leirvík  |
| SÍF Sandavágur  | 1:1 n. V. (4:2 i. E.) | VB Vágur     |

## Viertelfinale
Die Viertelfinalpartien fanden am 13. Juni statt.
|                 | Ergebnis |                |
| --------------- | -------- | -------------- |
| Fram Tórshavn   | 2:3      | Royn Hvalba    |
| HB Tórshavn III | 4:1      | SÍF Sandavágur |
| ÍF Fuglafjørður | 5:3      | B68 Toftir     |
| SÍ Sørvágur     | 1:4      | HB Tórshavn    |

## Halbfinale
Die Hinspiele im Halbfinale fanden am 18. Juli statt, die Rückspiele am 8. August.
|                 | Gesamt |                 | Hinspiel | Rückspiel |
| --------------- | ------ | --------------- | -------- | --------- |
| HB Tórshavn III | 4:7    | ÍF Fuglafjørður | 2:3      | 2:4       |
| Royn Hvalba     | 2:8    | HB Tórshavn     | 2:0      | 0:8       |

## Finale
| Paarung  | HB Tórshavn – ÍF Fuglafjørður |
| Ergebnis | 2:1                           |
| Datum    | 29. August 1982               |
| Stadion  | Gundadalur, Tórshavn          |
| Tore     | ?                             |